# ارتش آزاد عراق
ارتش آزاد عراق(به عربی:الجیش العراقی الحر) یکی از گروه‌های ستیزه‌جوی سنی است که در استان‌های غربی عراق -با اکثریت اهل سنت- تشکیل شده است. این گروه از حامیان عراقی شورشیان ارتش آزاد سوریه است که در جنگ داخلی سوریه می‌جنگند.